# 香港選舉制度
香港選舉是香港政治制度中不可或缺的一環，香港永久性居民選舉權和被選舉權、需進行選舉的公職均受《香港基本法》保障。香港所有選舉均為非強制性，以不記名方式進行，由獨立法定機構選舉管理委員會安排及監管、以及特區政府的選舉事務處執行，以確保選舉以公開、誠實、公平的原則進行。選舉管理委員會共有三名成員，其現任主席為陸啟康法官。本條目將集中介紹香港各項選舉以及已經落實的制度，相關發展爭論請參閱香港政治制度改革。

## 歷史
香港的選舉政治起源自英國統治時代，發展簡述如下：
- 1883年殖民地政府成立潔淨局（市政局前身），管理公共衛生，除了官守議員、委任議員，當時該局還包括兩名由選舉產生的議員。
- 1981年香港政府發表《地方行政白皮書》，推行地區選舉，並取消對選民資格的種種限制，凡年滿21歲、居港滿七年的香港居民均可登記成為選民。
- 香港政府首先於1982年設立區議會、並設置選舉，成立地方政制。1983年的市政局選舉亦由原有全港合資格市民投票的多議席單票制，改為市區選民分區投票的單議席單票制。
- 1984年7月發表《代議政制綠皮書》諮詢代議政制發展方面的意見後，發表白皮書宣佈1985年立法局首次引進兩項間選：是由市政局、區域市政局（兩局合計2席）及區議員組成的「選舉團」（10席），以及代表社會各個行業及組織的「功能組別」選出12個議席。
- 代議政制白皮書亦落實1985年起設立臨時區域議局，由委任議員於新界行使市政局同等職能。經市民反映後，區域議局改名為區域市政局，並於1986年市政局選舉同時選舉，引入民選議員，形成三層議會架構。
- 1991年英國鑒於香港主權即將移交中華人民共和國，故而將立法局也首次加入直選議席。
- 1995年所有立法局議席由選舉產生——區議會，市政局和區域市政局，廢除全部委任議員；市政局和區域市政局有實權（自主財政、土地使用權）。[1][2][3]

1997年香港主權移交後的政治爭議，多數都涉及雙普選及廢除委任制。董建華政府先於1999年撤銷市政局和區域市政局，並恢復委任區議員。其中《基本法》第45條及第68條分別訂明，行政長官和立法會議席要根據「實際情況和循序漸進的原則」以普選為目標；自2007年後，香港社會要求實行行政長官以及立法會全面普選的呼聲日漸高漲。
2021年3月11日，第十三屆全國人民代表大會第四次會議通過《關於完善香港特別行政區選舉制度的決定》，直接對香港選舉制度進行改革。當中包括修改香港最高級別選舉，包括行政長官、選舉委員會委員及立法會議員的候選人參選資格與議席產生辦法，以配合中共中央總書記習近平提出的中共中央和中國政府在香港落實「全面管治權」及「愛國者」管治模式，引起香港社會及國際社會的激烈爭議。
香港由普選產生議席變遷如下:
|                     | 1982/83        | 1985/86        | 1988/89        | 1991           | 1994/95        | 1998     | 1999/2000      | 2003/04        | 2007/08        | 2011/12                 | 2015/16                 | 2019/21        |
| ------------------- | -------------- | -------------- | -------------- | -------------- | -------------- | -------- | -------------- | -------------- | -------------- | ----------------------- | ----------------------- | -------------- |
| 立法會              | 不適用         | 不適用         | 不適用         | 地方選區       | 地方選區       | 地方選區 | 地方選區       | 地方選區       | 地方選區       | 地方選區                | 地方選區                | 地方選區       |
| 立法會              | 不適用         | 不適用         | 不適用         | 不適用         | 不適用         | 不適用   | 不適用         | 不適用         | 不適用         | 區議會（第二） 功能界別 | 區議會（第二） 功能界別 | 不適用         |
| 市政局及 區域市政局 | 兩局民選議席   | 兩局民選議席   | 兩局民選議席   | 兩局民選議席   | 兩局民選議席   | 不適用   | 不適用         | 不適用         | 不適用         | 不適用                  | 不適用                  | 不適用         |
| 區議會              | 區議會民選議席 | 區議會民選議席 | 區議會民選議席 | 區議會民選議席 | 區議會民選議席 | 不適用   | 區議會民選議席 | 區議會民選議席 | 區議會民選議席 | 區議會民選議席          | 區議會民選議席          | 區議會民選議席 |

|                     | 1982/83     | 1985/86     | 1988/89     | 1991        | 1994/95     | 1998       | 1999/2000   | 2003/04     | 2007/08     | 2011/12     | 2015/16     | 2019/21     |        |
| ------------------- | ----------- | ----------- | ----------- | ----------- | ----------- | ---------- | ----------- | ----------- | ----------- | ----------- | ----------- | ----------- | ------ |
| 立法會              | 不適用      | 不適用      | 不適用      | 18 (29.5%)  | 20 (33.3%)  | 20 (33.3%) | 24 (40%)    | 30 (50%)    | 30 (50%)    | 40 (57.1%)  | 40 (57.1%)  | 20 (22.2%)  |        |
| 市政局及 區域市政局 | 15 (50%)    | 27 (40.9%)  | 27 (35.5%)  | 27 (35.5%)  | 59 (73.8%)  | 不適用     | 不適用      | 不適用      | 不適用      | 不適用      | 不適用      | 不適用      | 不適用 |
| 區議會              | 132 (26.9%) | 237 (55.6%) | 264 (57.1%) | 274 (62.1%) | 346 (92.8%) | 不適用     | 390 (75.1%) | 400 (77.1%) | 405 (75.8%) | 412 (81.3%) | 431 (94.1%) | 452 (95.4%) |        |

|                     | 1982/83                     | 1985/86                     | 1988/89                     | 1991                        | 1994/95       | 1998                                    | 1999/2000                               | 2003/04                                 | 2007/08                                 | 2011/12                                 | 2015/16                                 | 2019/21       |        |
| ------------------- | --------------------------- | --------------------------- | --------------------------- | --------------------------- | ------------- | --------------------------------------- | --------------------------------------- | --------------------------------------- | --------------------------------------- | --------------------------------------- | --------------------------------------- | ------------- | ------ |
| 立法會              | 不適用                      | 不適用                      | 不適用                      | 雙議席 雙票制               | 單議席 單票制 | 名單比例代表制 (最大餘額方法: 黑爾數額) | 名單比例代表制 (最大餘額方法: 黑爾數額) | 名單比例代表制 (最大餘額方法: 黑爾數額) | 名單比例代表制 (最大餘額方法: 黑爾數額) | 名單比例代表制 (最大餘額方法: 黑爾數額) | 名單比例代表制 (最大餘額方法: 黑爾數額) | 雙議席 單票制 |        |
| 市政局及 區域市政局 | 單議席單票制                | 單議席單票制                | 單議席單票制                | 單議席單票制                | 單議席單票制  | 不適用                                  | 不適用                                  | 不適用                                  | 不適用                                  | 不適用                                  | 不適用                                  | 不適用        | 不適用 |
| 區議會              | 單議席單票制及 雙議席雙票制 | 單議席單票制及 雙議席雙票制 | 單議席單票制及 雙議席雙票制 | 單議席單票制及 雙議席雙票制 | 單議席 單票制 | 不適用                                  | 單議席單票制                            | 單議席單票制                            | 單議席單票制                            | 單議席單票制                            | 單議席單票制                            | 單議席單票制  |        |

## 選民資格
香港選民的投票資格可分為以下幾類：

### 地方選區選民

2004年宣傳選民登記海報

地方選區選民可以為立法會地方選區選舉議席、以及住址所屬地區的區議會選舉中投票。根據2019年正式登記冊上的選民人數:，香港約750多萬人口中，共有4,132,977人登記作地方選區選民。
地方選區選民須於該年7月25日或之前（如該年為區議會選舉，則為該年9月25日或之前）年滿18歲，通常在香港居住的香港永久性居民。市民可以於灣仔的選舉事務處、各區民政事務處或郵政局、公共屋邨辦事處、選民登記網站（页面存档备份，存于），索取登記表格。持有有效數碼證書的市民可以透過香港政府公共服務電子化網站在互聯網上登記。資料經查核後，選民資料會轉載到選民登記冊。選民登記冊通常在選舉舉行前兩個月發表，而年滿18歲的定義是按登記冊公佈日期而非選舉日期為準。例如2023年香港區議會選舉，該屆的選民登記冊在9月25日發表；因此即使選舉12月10日進行，9月25日至12月10日才年滿18歲的香港永久性居民，仍不能參與投票。

### 功能界別選民、選舉委員會界別分組投票法人
立法會設有30個由功能界別選出的議席。功能界別在1997年前稱「功能組別」，代表香港社會各個行業及組織，截至2012年共有28個功能界別（不包括區議會（第二））。根據2012年臨時登記冊，功能界別選民數字為23萬9948人。選民數字不包括320万9105名區議會(第二)功能界別選民。
各個功能界別的選民登記資格 （页面存档备份，存于）都不一樣，有些界別作個人投票、有些作團體投票。以會計界為例，根據選舉事務處的說明書，選民資格為香港法例第50章《專業會計師條例》的註冊會計師。成為功能界別選民者，可以參與立法會選舉功能界別議席的投票。
符合功能界別選民資格登記的個人或團體，必須同時申請登記成為選舉委員會的界別分組投票人。界別分組投票人可以投票選出選舉委員會中代表自己行業的成員。除了自己行業之外，符合資格人士也能夠選出選舉委員會中僱主聯合會、鄉議局等代表，但未必能夠在兩個界別中分別投票。
最後一任香港總督彭定康1992年提出的政改方案中，提出在1995年立法局選舉中新增9個功能組別，即「新九組方案」，並更改功能組別選舉方法、法團選票改為個人選票；最後功能組別符合選民資格增加至270萬人，實際登記人數115萬人。彭定康的這次改革被北京政府批判為違反《基本法》，時任國務院港澳事務辦公室主任魯平在1993年3月公開批評其為「千古罪人」。

### 新界鄉村居民、原居民及街坊
見下段#村代表。

### 全國人民代表大會代表選舉會議
見下段#港區人大代表。

## 行政長官
根據《香港基本法》及其附件二，行政長官每屆任期5年，由選舉委員會選出；選舉具體細則由香港法例第569章《行政長官選舉條例》訂明。《基本法》附件一第4節同時訂明，有意參選行政長官的人需獲得188個選委會委員提名，方可正式成為候選人。投票以不記名方式、絕對多數制進行，候選人即需取得750票才能當選。與許多外國選舉制度不同，根據《行政長官選舉條例》第31條，勝出的候選人須聲明他不是政黨的成員。
1996年舉行的首次行政長官選舉中，共有3名候選人。北京委任的400名推選委員會投票後，董建華獲得80%的選票，擊敗對手吳光正及楊鐵樑當選。2002年董建華在無競爭對手下，挾着713名選委會委員提名支持而獲得自動連任。
不過董建華於2005年3月辭職，行政長官辭職後補選過程成為社會焦點，全國人民代表大會常務委員會在爭議聲之中，解釋《基本法》謂行政長官辭職不等於任期完結，因此繼任的行政長官曾蔭權只能完成董建華的任期，即到2007年終結，而不是從2005年起計算5年到2010年。反對人大釋法的人則指這違反了《基本法》第46條，即香港特別行政區行政長官任期五年，可連任一次。最後行政長官補選於2005年7月10日舉行，曾蔭權在796名委員（4人身兼立法會議員及港區全國人大代表）之中，獲得了674個提名簽名，成為唯一候選人而自動當選，情況與2002年董建華連任時相似。
2007年3月25日，第三屆行政長官選舉舉行，曾蔭權獲得649票成功連任，擊敗得票只有123票的梁家傑。
香港社會多年以來都爭取普選行政長官以及立法會。2007年12月29日，中國人大常委會以全票通過了《全國人民代表大會常務委員會關於香港特別行政區2012年行政長官和立法會產生辦法及普選問題的決定》（下稱《決定》）。按照有關《決定》，2012年的行政長官及立法會選舉，在不實行普選的前提下，可以作出符合循序漸進原則的適當修改。《決定》又確定了2017年行政長官的選舉可以採用由普選產生的辦法，而在行政長官由普選產生以後，立法會選舉亦可以採用全部議員由普選產生的辦法。
2014年8月31日，中國人大常委會通過《全国人大常委会关于香港行政长官普选问题和2016年立法会产生办法的决定》，又被廣泛稱作「人大831決定」。按照有關《決定》，2017年行政長官選舉可按普選原則選出，提名委員會的人數、構成和委員產生辦法須按照第四任行政長官選委會相關產生辦法而規定，而提委會按民主程序提名2至3名行政長官候選人。每名候選人均須獲得提委會全體委員半數以上的支持，而普選須採用簡單多數制。亦即2017年行政長官選舉提名程序不採納香港社會人士廣泛爭取的「公民提名」辦法，亦被批評為「假普選」方案，「人大831決定」備受爭議，並成為2014年雨傘運動的直接導火線。
2015年6月18日，立法會表決《行政長官產生辦法決議案》，泛民主派議員普遍反對議案，而大批建制派議員則突然離席，在8票對28票下，決議案遭大比數否決。

### 選舉委員會
選舉委員會是香港負責選出行政長官的間接選舉團體，亦即選舉團。中國人大常委會於2021年修改基本法附件一後，選舉委員會共有1,500名成員和40個「界別分組」，但絕大多數成員並非香港選民直接選出，部分委員更由政府人士出任或委任而成。其中300人來自工商、金融界，300人來自專業界，300人來自基層、勞工和宗教等界，300人為立法會議員、地區組織代表，其餘300人為香港特別行政區全國人大代表、香港特別行政區全國政協委員和有關全國性團體香港成員的代表。各個界別分組成員，由上段所述界別分組投票人投票選出。
選舉委員會根據《基本法》附件一所設立的，負責選出第一屆立法會其中10個議席，由於其組成辦法在基本法中沒有訂明，故由前港督彭定康進行的政制改革，在未獲北京共識下，設立了一個全體直選區議員組成的選舉委員會，於1995年選出立法局10個議席。至1996年香港主權移交前，北京決定「另起爐灶」，由中國人民代表大會香港特別行政區籌備委員會所籌組，原為推選第一屆行政長官的推選委員會，選出臨時立法會取代最後一屆立法局。該推選委員會成員共有400人，全部由北京委任而並非民選產生。負責選舉第二屆行政長官選舉的第一屆選舉委員會成員數目則根據基本法附件一定為800名。
除了行政長官選舉外，選舉委員會也分別於1998年及2000年，選出第一屆和第二屆立法會的部分議席；但按照《香港基本法》附件二第一節，所佔議席逐屆減少於第三屆立法會取消。選舉委員會於2004年至2016年間不再選出立法會議席，所有議席均經由地區直選或功能界別選舉所產生。因應中國人大常委會於2021年修改基本法附件一，選舉委員會自2021年香港立法會選舉起選出40名立法會議員。
根據《基本法》附件一第二節，選舉委員會每屆任期五年；一般而言，行政長官任職滿五年後，下任特首會由新一屆選舉委員會選出。不過如果行政長官於任期內辭職，如2005年3月12日董建華因辭職而需要為行政長官職位進行補選，當時選舉委員會便會仍在任期之內，故曾蔭權徵求選舉委員會成員簽名支持參選時，無需重新選出選舉委員會全數成員。
選舉委員會組成如下：
| 界別                                                                 | 委員數目 |
| -------------------------------------------------------------------- | -------- |
| 工商、金融界                                                         | 300      |
| 專業界                                                               | 300      |
| 基層、勞工和宗教等界                                                 | 300      |
| 立法會議員、 地區組織代表等界                                        | 300      |
| 港區全國人大代表、 港區全國政協委員和 有關全國性團體香港成員的代表界 | 300      |
| 選舉委員會委員總數                                                   | 1,500    |

## 立法會
立法會（主權移交前稱「立法局」）是香港的立法機關，自第七屆立法會起共有90個議席。根據《香港基本法》第68條的规定，议席由選舉產生，除了第一屆任期為2年外，每屆任期為4年，而第六屆立法會被中國人大常委會延任多1年。《基本法》附件二規定了首三屆立法會的組成方式，並逐屆減少選舉委員會選出的議席。全國人民代表大會常務委員會於2021年3月30日修訂基本法附件二，按修訂立法會重設選舉委員會界別議席。
|                | 界別 | 選民                      | 選舉制度                     | 選民數目 (2021)                      |
| -------------- | ---- | ------------------------- | ---------------------------- | ------------------------------------ |
| 選舉委員會界別 | 40   | 選舉委員會 委員           | 全票制                       | 1,448                                |
| 功能界別       | 30   | 指定的商會或 行業成員     | 單議席單票制 全票制 (勞工界) | 210,675 (個人選民); 8,579 (團體選民) |
| 地方選區       | 20   | 所有選民通過 直接選舉產生 | 雙議席單票制                 | 4,472,863                            |

### 選舉制度

#### 地區直選
全國人大常委會於2021年修改基本法附件二後，立法會20個地方選區議席按雙議席單票制選出。
| 地方選區 | 選民數目 | 議席數目 | 選舉制度     |
| -------- | -------- | -------- | ------------ |
| 香港島東 | 424,849  | 2        | 雙議席單票制 |
| 香港島西 | 374,795  | 2        | 雙議席單票制 |
| 九龍東   | 475,223  | 2        | 雙議席單票制 |
| 九龍西   | 381,484  | 2        | 雙議席單票制 |
| 九龍中   | 454,595  | 2        | 雙議席單票制 |
| 新界東南 | 472,751  | 2        | 雙議席單票制 |
| 新界北   | 431,604  | 2        | 雙議席單票制 |
| 新界西北 | 468,752  | 2        | 雙議席單票制 |
| 新界西南 | 510,558  | 2        | 雙議席單票制 |
| 新界東北 | 478,252  | 2        | 雙議席單票制 |

地方選區議席參選人士無需在自己居住的地區參選，惟必須為香港永久性居民中的中國公民，年滿21歲，無外國居留權，過去3年通常在香港居住，並且本身已經登記成為選民。每位選民可投票給一位候選人，得票最高的兩位候選人當選。
1998年至2016年間，地方選區議席通過最大餘額方法（largest remainder method），以黑爾數額名單比例代表制選出下列5個選區的議員。
- 香港島6席：中西區、灣仔區、東區、南區
- 九龍西6席：油尖旺區、深水埗區、九龍城區
- 九龍東5席：黃大仙區、觀塘區
- 新界西9席：荃灣區、屯門區、元朗區、葵青區、離島區
- 新界東9席：北區、大埔區、沙田區、西貢區

名單比例代表制下，候選人以名單參選，每份名單候選人人數最多可以等於選區議席數目。每位選民可投票給一份名單，議席大致按照各名單所得票數分配，所以被視為比較公平的選舉方法。同時，比例代表制對小政黨包容，有利於發展多黨派的議會，能產生代表性廣泛的選舉結果。這種制度也令選民不能投票給個別候選人；從正面的角度看，這代表選民會改以每份參選名單的政綱為投票考慮依據，加強選舉的理性基礎。不過各個政黨會有相應的「配票策略」，例如將同黨候選人分拆在不同的名單，讓候選人能通過餘額票數當選。
地區選舉經歷了多次變化。1991年香港立法局選舉，首次使用了雙議席雙票制（dual-seat constituency dual vote），一個選區選出兩個議席。這個制度備受批評，政府遂提出改革選舉制度，其中以不可轉移單票制（single non-transferable vote）及名單比例代表制（party-list proportional representation）取代原有制度的呼聲最高。可是公眾對改制未能達成共識，選舉改革裹足不前，政府決定直接了當採用較少爭議的簡單多數制（simple plurality）。1995年香港立法局選舉，是香港主權移交前最後一次選舉。該次選舉中，親北京政黨民建聯在20個直選議席中取得議席極少，選舉制度再次備受關注。親北京陣營和北京政府批評政黨所得票數及取得議席不成比例，批評議席最多的民主黨沒有代表性。1995年前香港政府提出的兩種議舉制度再提上議程。
主權移交後，地區直選的選舉制度改為比例代表制；2012年新增5個地區直選議席及5個區議會（第二）功能界別議席，直至2021年前選舉制度並無重大變動：
| 選舉年 | 選舉制度                                | 地方選區 數目 | 各選區 議席數目 | 地方選區 議席總數 | 立法會全體 議席佔比 |
| ------ | --------------------------------------- | ------------- | --------------- | ----------------- | ------------------- |
| 1991   | 雙議席雙票制                            | 9             | 2               | 18                | 29.5%               |
| 1995   | 單議席單票制                            | 20            | 1               | 20                | 33.3%               |
| 1998   | 名單比例代表制 (最大餘額方法: 黑爾數額) | 5             | 3-9             | 20                | 33.3%               |
| 2000   | 名單比例代表制 (最大餘額方法: 黑爾數額) | 5             | 3-9             | 24                | 40%                 |
| 2004   | 名單比例代表制 (最大餘額方法: 黑爾數額) | 5             | 3-9             | 30                | 50%                 |
| 2008   | 名單比例代表制 (最大餘額方法: 黑爾數額) | 5             | 3-9             | 30                | 50%                 |
| 2012   | 名單比例代表制 (最大餘額方法: 黑爾數額) | 5             | 3-9             | 35                | 50%                 |
| 2016   | 名單比例代表制 (最大餘額方法: 黑爾數額) | 5             | 3-9             | 35                | 50%                 |
| 2021   | 雙議席單票制                            | 10            | 2               | 20                | 22.2%               |

#### 功能界別
至於30個功能界別議席，由28個功能界別選出。其中：
- 27個界別以多數票制（plurality voting system）各選出一個議席；
- 1個功能界別（勞工界）以全票制（bloc vote），選出三個議席；

全國人大常委會於2021年修改基本法附件二前，4個特別功能界別（鄉議局、漁農界、保險界、航運交通界）使用按選擇次序淘汰投票制（preferential elimination system），選出四個議席。2012年香港政治制度改革下，區議會（第二）功能界別5個議席由沒有其他功能界別投票權之地方選區選民，以黑爾數額及最大餘額法名單比例代表制選出。

## 市政局及區域市政局
1883年殖民地政府成立潔淨局，管理公共衛生，1936年改名為市政局。除了官守議員、委任議員，當時該局還包括兩名由選舉產生的議員。日治時期，直選的兩個議席被取消。1952年，直選議席獲恢復，翌年直選議席增至四個，之後直選議席不斷增加，1973年所有官守議席被取消。在1981年政制改革以前，由全港符合21種資格的選民選出，只有少數人有資格成為市政局選舉的選民，即富裕階層或專業人士，例如1979年全港只有約44萬人符合選民資格，申請成為選民的只有35,000人，對比當時四百萬的香港人口，佔不足1%。1983年增至15個議席，佔總議席的一半，直選議席改為分區競選，均由單議席單票制產生。
1986年，區域市政局成立。1986、1989、1991三屆，該局議席均為36個，委任議員12席，當然議員3席（新界鄉議局主席及兩名副主席），間選議員9席（區域市政局轄下九個區議會各推選一人），直選議員12席（單議席單票制）。1989年市政局看齊區域市政局，由市政局內10區議會各推選一人（1994年區議會選舉，旺角與油尖兩區併為一區，因此1995年市政局的間選議席由10席降至9席）。1995年，所有委任議席被取消，市政局直選議席增至32席，區域市政局直選議席增至27席。
1997年7月1日，臨時市政局、臨時區域市政局成立，前者41名議員全體過渡，另增9名委任議員，後者39名議員全體過渡，另增11名委任議員。
1999年12月31日，兩個市政局和區域市政局解散，其原有職能由康樂及文化事務署及食物環境衛生署取代。

### 潔淨局產生辦法公投
1896年，有關潔淨局的議員組成議題產生爭拗，故當時的總督威廉·羅便臣爵士舉辦一次公投以作決定，但結果出乎意料地為非官守議員佔多數的選擇大比數勝出，但羅便臣堅持要以衛生部門取代潔淨局，故公投實質並無達到其目的，此外這次公投是唯一一次獲官方認可的全民公投。
有關公投的詳情，請參閱1896年香港潔淨局組成辦法公投。

## 區議會
香港共劃分成18個地區，各設有區議會，就各地區層面事務向政府及立法會提供意見，並無實質行政或立法權力。此外區議會也會獲得撥款，承擔及推動本區內環境、康樂文化、社區活動事務等。根據《區議會條例》（香港法例第547章），每屆區議會任期4年。主權移交後分別於1999年、2003年、2007年、2011年、2015年和2019年舉行過換屆選舉。

### 2023年前
區議會議席分為民選及當然兩種。
民選議員由符合資格的地方選區選民，以簡單多數制選出自己地址所屬區議會選區的議員。區議會選區分界按地區人口而定。按2004年香港人口約680萬計算，全港共設有400個區議會選區，而每個選區選出1名議員；換言之，每個民選議席平均代表17,000名市民。所以選舉分界就以17,000人為標準，按每區的人口而劃分可得議席。而每個選舉可以有15%的滑動，以減少因人口流動而造成經常的選區邊界改動。
當然議員（ex officio）有27名，是新界9個區內的鄉事委員會主席，按鄉委會所在的9個新界區議會兼任區議員。
2015年以前，區議會設有委任議員，行政長官最多可委任合共102名代表進入全港18個區議會。1994年，當時港督彭定康推行政制改革方案，放棄行使委任議員制度，當然議員外改為進行全面直選。1999年3月11日，立法會經過14小時辯論，三讀通過《區議會條例》，為同年11月區議會選舉恢復委任議席。特區政府稱此舉原意為平衡區議會，讓少數社群也能進入區議會，確保他們聲音得到反映；同時可以吸納更多无界別人士進入區議會。這被泛民主派議員抨擊為謬論、民主大倒退。2013年5月22日，立法會通過《2013年區議會（修訂）條例草案》，在2016年1月組成新一屆區議會時取消所有委任議席。

### 2023年起
2023年5月，行政長官李家超公佈改制細節，議員總數為470人，由委任、地區委員會界別選舉、以及由區議會地方選區選舉產生，數目比例約為「442」，包括：
民選議員
民選議席減少，由452個減至88個，按雙議席單票制產生，變成44個選區，佔全部議席的2成。
互選議員
互選議席佔176席（佔四成）由三個地區委員會成員互選議席則由地區分區委員會、地區防火委員會和地區撲滅罪行委員會委員，以全票制方式互選，而委員會本身由政府委任成員互選。經地區委員會渠道出選者，本身毋須為該三會的成員，但仍要取得3個委員會各3人提名。
委任議員
新增179席委任議席，佔全部議席的四成。
當然議員
加入27名當然議席。
另外，區議會主席會由當區民政事務專員擔任。參加直選者須獲當區50名選民提名、再獲三個地區委員會每會各3人提名。為確保國家安全及全面落實「愛國者治港」原則，區議會將引入資格審查制度，無論從何種渠道成為區議員，都要先透過資格審查機制確認。

## 鄉郊代表
歷史上，香港新界地區的原居民會選出自己村內的村長，而這些選舉往往是由男性原居民壟斷。但隨着香港社會的變遷，新界鄉村地區與市區的人口流動增加，新界鄉村的居民未必只是原居民。2000年12月22日，終審法院一致裁定當時石湖塘村及布袋澳的村選舉制度違反了《香港人權法案條例》和《性別歧視條例》，從而確認了非原居民可參與村代表選舉。但另一方面，特區政府也有義務按《香港基本法》第40條規定，保護「新界原居民的合法傳統權益」。終審法院認為權益只包括丁屋利益、某些物業豁免繳地稅及差餉等，但不等於政治權利。由此引申出鄉村村代表選舉辦法的改革，當時引起了香港社會的廣泛爭議以及部分新界原居民的反對。
判決經過政府長達3年多的討論後，2003年2月終於通過《村代表選舉條例》，改革村選舉制度。現時村代表分為兩個組別，一為「原居民代表」，另一為「居民代表」；這俗稱「雙村長制」，兩個組別的選舉分開進行。兩名村代表分別代表居民反映村內事務意見，而原居民代表也額外負責處理一切與原居民合法傳統權益及傳統生活方式有關的事務。村代表的任期為四年，現屆村代表任期由2019年4月1日至2023年3月31日止。
參加原居民代表選舉的選民，需年滿18歲，是該鄉村的原居民或其配偶。原居民定義為1898年時已經是該村的居民的人，或是原居民的父系後裔。參加居民代表選舉的選民，需要是年滿18歲香港永久性居民，並連續三年居於該鄉村。
代表選舉的候選人則需年滿21歲的香港永久性居民，獲得所屬組別5名登記選民提名，並本身已登記為所屬組別的選民。原居民代表參選人需為原居民；而居民代表候選人則需連續六年居於該鄉村。
2003年7月至8月舉行首次「雙村長制」村代表選舉，部分票站出現懷疑黑幫「曬馬」（召集人馬、向對方展示實力）場面，《明報》報道指8月17日元朗屏山票站外有過百人叫囂、大罵投票村民，香港警察反黑組控以非法集會拘捕27人。候選人鄧展鵬得悉後質問警方「為何拘捕他的助選團」。時任民政事務局局長何志平稱事件是一種「點綴」，否則「稱不上是鄉村選舉」。
在首次的「雙村長制」村代表選舉中，原居民代表投票率為72.91%，居民代表選舉為74.61%。最近一屆的村代表選舉在2019年1月6日至1月13日的星期日舉行。
至於屬墟鎮的長洲及坪洲，則會舉行街坊代表選舉。在2015年鄉郊代表選舉之前，街坊代表選舉由鄉事委員會主辦，經修訂後原有《村代表選舉條例》更名為《鄉郊代表選舉條例》，以涵蓋街坊代表選舉，並改由民政事務處主持。
街坊代表選舉是香港新界的政治選舉，如果居民的定居點不是認可新界鄉村，則不可選村代表，但可選街坊代表進入鄉事委員會。長洲及坪洲多年來以街坊代表選舉，代替「村代表選舉」（前稱村長選舉）。街坊代表選舉與香港其他地區選舉不同之處，就是採用全票制，以長洲為例，每名選民可以「1人投39票」，即1人可同時選擇39名候選人。

## 港區人大代表
全国人民代表大会（全國人大）是中华人民共和国的最高權力機構，行使國家立法權。每屆任期5年，會議每年舉行一次。
香港和澳門在主權移交前後均有代表成員（當時是廣東省代表）。雖然兩個特別行政區按照《基本法》有自己的立法機關、不實行地方人民代表大會制度，故要另設選舉辦法。但如同其他一級行政區（省、自治區、直轄市），按照人口計算出全国人大代表名額，通過間接選舉產生香港地區的人大代表（港區人大代表），不過香港和澳門人代的人口名額比例也比中國其他省市的比例為高。
由於港區人大代表並非本地通過直選產生，也沒有本地立法權、僅在全國人大會議中代表香港，而全國人大通過的法律又多數不適用於香港，因此香港市民普遍對人大感到陌生。港區人代年紀普遍較大，根據2002年11月5日《明報》對城市大學學者蔡子強採訪，人大會議「……暮氣沉沉、思考老化、活力愈來愈少，『人大代表』最終會變成榮譽多於真正的民意代表。」港區人大代表在香港本地不設辦事處，鮮少公開發言及發表議政感想，也不能直接代表中央「傳話」。曾憲梓、鄭耀棠等見報率較高的港區人代，多會被香港傳媒及社會人士當成是親共人士的代言人。
港澳地區的人代選舉辦法通常會在上一屆全國人大預先決定通過。香港主權移交後的首次港區全國人大代表選舉於1997年12月舉行，共選出36名港區全國人大代表，參加第九届全国人民代表大会。根據同年3月制訂的選舉辦法，投票的間選組織「選舉會議」由第一屆特區政府推選委員會委員、香港居民中的全國政協委員和臨時立法會議員，共424人組成。選舉會議成員在11月13日至28日期間提名參選人，共有72名參選人符合資格。根據選舉辦法，由於符合資格者超過正式代表的二分之一，因此在12月6日先舉行了一次預選，產生了54名正式候選人。12月8日再進行正式港區人大代表選舉，選出第九屆全國人大的36名港區人代。
2002年3月15日，九届全国人大五次会议通过第十屆港區人代的選舉辦法 （页面存档备份，存于）。第十屆港區人代的選舉會議成員，組織辦法為：
- 以第二屆行政長官的選舉委員會為基礎；
- 不重複的第九屆港區全國政協委員；
- 不重複的第九屆港區人大「選舉會議」成員；及
- 香港特別行政區行政長官。

第十屆港區全國人大代表選舉會議成員近900名，比第九屆的424人增加約一倍。而且選舉辦法採取全票制，即投票人必須投選36名成員方算有效。這和中國大陸選區中，選出等於或少於應選人的辦法不一樣。第十屆港區全國人大代表選舉符合資格者，同樣超過正式代表的二分之一，2002年11月29日先舉行過預選，再於12月3日選出36名港區全國人大代表。在這次選舉中，一般和親共黨派勢不兩立的泛民主派共有5人參選，分別為民主黨立法會議員涂謹申、何俊仁、單仲偕、張炳良以及民協的馮檢基，但在11月29日的預選中全軍覆沒。
2007年3月16日，十届全国人大五次会议通过第十一屆港區人大代表的選舉辦法，廢除了預選制度。第十一屆港區人代的選舉會議成員，組織辦法為：
- 以第三屆行政長官的選舉委員會為基礎；
- 不重複的第十屆港區全國政協委員；
- 不重複的第十屆港區人大「選舉會議」成員；及
- 香港特別行政區行政長官。

第十三屆全國人大五次會議於2022年3月12日通過中華人民共和國香港特別行政區選舉第十四屆全國人民代表大會代表的辦法，去屆港區人大選舉會議成員不再續任。經修訂組成為：
- 選舉委員會委員中的中國公民；及
- 香港特別行政區行政長官。

## 香港選舉列表
列表列出投票日的選舉（包括補選）包括：
- 選舉管理委員會及其前身（選區分界及選舉事務委員會）所負責的選舉
- 由推選委員會負責的選舉
- 由全國人大常委會主持的港區人大選舉
- 民間組織或派別就部份官方選舉而分別舉辦的民間全民投票或初選。

### 英屬香港時期
| 年度   | 投票日                                                    | 投票日                      | 投票日                                                                     |
| 年度   | 立法局                                                    | 市政局及區域市政局          | 區議會                                                                     |
| ------ | --------------------------------------------------------- | --------------------------- | -------------------------------------------------------------------------- |
| 1982年 |                                                           |                             | 3月4日（新界） 9月23日（港島及九龍）                                       |
| 1983年 |                                                           | 3月8日（市政局）            | 5月12日（東區鰂魚涌） 5月12日（南區田灣及石排灣） 8月17日（灣仔區灣仔西）  |
| 1985年 | 9月26日                                                   |                             | 3月7日                                                                     |
| 1986年 | 6月5日（區域市政局）                                      | 3月6日                      | 5月22日（中西區中環） 5月22日（旺角區大角咀） 10月16日（九龍城區何文田南） |
| 1988年 | 9月22日                                                   | 10月6日（市政局油尖）       | 3月10日 10月6日（荃灣區荃灣東(北)）                                        |
| 1989年 |                                                           | 3月9日                      | 4月20日（深水埗區白田） 10月19日（葵青區青衣南）                           |
| 1990年 |                                                           | 2月22日（區域市政局離島）   |                                                                            |
| 1991年 | 9月12日（功能組別） 9月15日（地區直選） 12月8日（新界西） | 5月5日                      | 3月3日 4月21日（觀塘區順利）                                               |
| 1992年 | 8月30日（新界西）                                         | 10月5日（區域市政局屯門西） | 1月19日（沙田區源禾） 5月24日（深水埗區白田） 10月11日（屯門區大興）       |
| 1993年 | 7月15日（工業界第一） 7月28日（區域市政局）               | 8月8日（區域市政局西貢）    | 12月5日（沙田區王屋）                                                      |
| 1994年 |                                                           | 12月4日（區域市政局葵涌東） | 9月18日                                                                    |
| 1995年 | 3月5日（九龍中） 9月17日                                  | 3月7日                      | 3月5日（油尖旺區油麻地、觀塘區下牛頭角） 4月2日（葵青區荔華）              |
| 1996年 |                                                           |                             | 3月3日（屯門區田景） 3月24日（屯門區兆禧） 3月31日（東區錦屏）             |
| 1997年 |                                                           |                             | 1月5日（黃大仙區新蒲崗） 2月23日（大埔區船灣）                             |

### 香港特別行政區時期（包括成立前的過渡期選舉）
| 年度   | 投票日                       | 投票日 | 投票日                                                                                                 | 投票日                                   | 投票日                 | 投票日   |
| 年度   | 行政長官                     | 立法會／臨時立法會                                                                                            | 區議會                                                                                                 | 鄉郊代表（村代表、街坊代表）             | 選舉委員會／提名委員會 | 港區人大 |
| ------ | ---------------------------- | --- | --- | ---------------------------------------- | ---------------------- | -------- |
| 1996年 | 12月11日                     | 12月21日（臨時立法會）                                                                                        | |                                          |                        |          |
| 1997年 |                              | 7月7日（臨時立法會補選）                                                                                      | |                                          |                        | 12月8日  |
| 1998年 |                              | 5月24日 10月16日（金融服務界） 10月29日（區域市政局）                                                         | |                                          | 4月2日                 |          |
| 1999年 |                              | | 11月28日                                                                                               |                                          |                        |          |
| 2000年 |                              | 9月10日 12月10日（香港島）                                                                                    | 7月23日（北區鳳翠）                                                                                    |                                          | 7月9日                 |          |
| 2001年 |                              | 9月16日（選舉委員會）                                                                                         | |                                          |                        |          |
| 2002年 | 3月24日                      | | 11月3日（九龍城區啟德）                                                                                |                                          | 1月6日                 | 12月3日  |
| 2003年 |                              | | 2月9日（九龍城區海心） 4月6日（深水埗區美孚） 8月3日（深水埗區麗閣） 11月23日                          | 7月12日至8月17日的星期六、日             |                        |          |
| 2004年 |                              | 9月12日 | 11月21日（南區田灣）                                                                                   | 3月28日 11月28日                         |                        |          |
| 2005年 | 7月10日                      | | 3月6日（東區堡壘、深水埗區南昌中） 3月20日（南區鴨脷洲北） 10月23日（觀塘區景田）                      | 5月8日                                   | 5月1日                 |          |
| 2006年 |                              | | 6月11日（中西區正街） 9月10日（東區翠灣）                                                              | 1月8日 5月21日 10月15日                  | 12月10日               |          |
| 2007年 | 3月25日                      | 9月24日（香港島） 12月2日（香港島）                                                                           | 3月11日（沙田區錦英） 5月20日（觀塘區啟業） 6月10日（大埔區康樂園） 7月29日（九龍城區紅磡灣） 11月18日 | 1月6日至2月4日的星期六、日 5月27日       |                        |          |
| 2008年 |                              | 9月7日 | 10月5日（油尖旺區佐敦東） 11月30日（黃大仙區慈雲西）                                                   | 1月6日 5月25日 11月23日                  |                        | 1月25日  |
| 2009年 |                              | | 3月29日（沙田區大圍） 6月21日（灣仔區鵝頸） 9月6日（葵青區葵盛東邨）                                   | 5月31日                                  |                        |          |
| 2010年 |                              | 5月16日（地方選區）                                                                                           | 9月5日（南區薄扶林）                                                                                   | 1月17日 6月6日 10月3日                   |                        |          |
| 2011年 |                              | | 6月26日（元朗區十八鄉北） 7月24日（荃灣區福來） 11月6日                                                | 1月2日至23日的星期日 6月12日 11月27日    | 12月11日               |          |
| 2012年 | 1月8日 3月23日至24日 3月25日 | 9月9日 | 11月4日（沙田區鞍泰）                                                                                  | 4月22日 12月2日                          |                        | 12月19日 |
| 2013年 |                              | | 3月10日（沙田區田心） 5月26日（觀塘區坪石） 10月27日（油尖旺區京士柏）                                 | 5月26日 12月15日                         |                        |          |
| 2014年 |                              | | 3月23日（南區海怡西） 4月27日（離島區東涌北） 5月18日（東區南豐） 9月7日（離島區坪洲及喜靈洲）         | 5月25日 10月5日                          |                        |          |
| 2015年 |                              | | 7月19日（大埔區新富） 11月22日                                                                         | 1月4日至1月25日的星期日 6月14日 12月6日  |                        |          |
| 2016年 |                              | 2月28日（新界東） 9月4日                                                                                      | | 5月29日 11月27日                         | 12月11日               |          |
| 2017年 | 3月10日至19日 3月26日        | | 11月26日（中西區山頂、東華）                                                                           | 4月30日 12月10日                         |                        | 12月19日 |
| 2018年 |                              | 1月14日（九龍西及新界東） 3月11日（香港島、九龍西及新界東； 建築、測量、都市規劃及園境界） 11月25日（九龍西） | 6月10日（東區佳曉）                                                                                    | 5月20日 10月7日                          |                        |          |
| 2019年 |                              | | 3月24日（油尖旺區大南） 7月14日（元朗區十八鄉西） 7月14日（元朗區新田） 11月24日                       | 1月6日至1月20日的星期日 6月16日 12月18日 |                        |          |
| 2020年 |                              | 7月11日至12日 9月6日                                                                                          | |                                          |                        |          |
| 2021年 |                              | 9月5日→12月19日                                                                                               | |                                          | 9月19日                |          |
| 2022年 | 3月27日 5月8日               | 12月18日（選舉委員會）                                                                                        | |                                          |                        | 12月15日 |
| 2023年 |                              | | 12月10日                                                                                               | 1月8日及15日                             |                        |          |
| 2024年 |                              | | | 12月1日                                  |                        |          |
| 2025年 |                              | 12月7日 | | 4月27日                                  | 9月7日                 |          |

備註　
- 換屆／一般選舉以粗體表示。
- 「 」為民間機構舉辦的民間全民投票；「 」為泛民初選；兩者均為非官方選舉。
- 刪除線表示原定當日舉行投票，但最後不需要進行投票，除特別註明外，原因均為因候選人自動當選而不需投票（村代表/鄉郊代表選舉中亦包括因沒有有效提名而沒有席位需要競逐，故不需要進行投票）。

有關整場選舉（行政長官及港區人大選舉除外）中不需要進行投票的選區、界別或鄉村，請參閱相關條目。
若因其他原因而延期選舉則會特別註明原因。同一場選舉中因特殊原因順延投票日以「→」作連接原定投票日及實際投票日。
灰色為被取消的選舉。
1. ↑  因應2019冠狀病毒病香港疫情而被取消，並押後一年舉行換屆選舉。
2. ↑  因應2021年香港政治制度改革而被順延舉行
3. ↑  因應2019冠狀病毒病香港疫情而押後。

### 選舉結果
| 選舉年份 | 最大派系        | 派系分佈 | 直選議席 最大派系 | 直選議席 派系分佈 | 直選議席最大派系 所得票數佔比         | 直選投票率                            |
| -------- | --------------- | -------- | ----------------- | ----------------- | ------------------------------------- | ------------------------------------- |
| 1991     | 親中派／ 工商界 | 23:4:34  | 民主派            | 16:2              | 61.63%                                | 35.72%                                |
| 1995     | 民主派          | 31:29    | 民主派            | 16:4              | 61.13%                                | 35.42%                                |
| 1998     | 建制派          | 20:40    | 民主派            | 15:5              | 66.36%                                | 53.29%                                |
| 2000     | 建制派          | 21:39    | 民主派            | 16:8              | 60.56%                                | 43.57%                                |
| 2004     | 建制派          | 25:35    | 民主派            | 18:12             | 62.44%                                | 55.63%                                |
| 2008     | 建制派          | 23:37    | 民主派            | 19:11             | 59.50%                                | 45.20%                                |
| 2012     | 建制派          | 27:43    | 民主派            | 21:19             | 56.24% (地區直選) 50.73% (超級區議會) | 53.05% (地區直選) 51.95% (超級區議會) |
| 2016     | 建制派          | 29:1:40  | 民主派            | 22:18             | 55.02% (地區直選) 58.02% (超級區議會) | 58.28% (地區直選) 57.09% (超級區議會) |
| 2021     | 建制派          | 1:89     | 建制派            | 0:20              | 91.25%                                | 30.20%                                |

| 選舉年份 | 民選議席 最大派系 | 民選議席 派系分佈 | 民選議席最大派系 所得票數佔比 | 投票率 |
| -------- | ----------------- | ----------------- | ----------------------------- | ------ |
| 1983     | 親中派／ 工商界   | 8:7               | 33.93%                        | 22.37% |
| 1986     | 民主派            | 9:10:8            | 29.13%                        | 26.92% |
| 1989     | 民主派            | 11:8:8            | 33.73%                        | 17.60% |
| 1991     | 民主派            | 15:5:7            | 47.23%                        | 23.14% |
| 1995     | 民主派            | 34:1:24           | 51.51%                        | 22.93% |

| 選舉年份 | 民選議席 最大派系 | 民選議席 派系分佈 | 民選議席最大派系 所得票數佔比 | 投票率 |
| -------- | ----------------- | ----------------- | ----------------------------- | ------ |
| 1994     | 建制派            | 146:4:196         | 54.12%                        | 33.14% |
| 1999     | 建制派            | 157:1:232         | 54.69%                        | 35.82% |
| 2003     | 建制派            | 198:1:201         | 46.48%                        | 44.10% |
| 2007     | 建制派            | 127:2:276         | 53.98%                        | 38.83% |
| 2011     | 建制派            | 103:8:301         | 55.42%                        | 41.49% |
| 2015     | 建制派            | 126:7:298         | 54.61%                        | 47.01% |
| 2019     | 民主派            | 388:2:62          | 57.09%                        | 71.23% |
| 2023     | 建制派            | 0:0:88            | 100.00%                       | 27.54% |

### 引用
1. ↑  . : 第 74 頁  [2018-06-16]. （原始内容存档于2019-05-12）.
2. ↑  . 2014年2月5日  [2018年6月16日]. （原始内容存档于2018年6月15日）. （页面存档备份，存于）
3. ↑  .   [2018-06-16]. （原始内容存档于2019-05-14）. （页面存档备份，存于）
4. ↑  . 2021-03-05  [2021-03-12]. （原始内容存档于2021-03-12）. （页面存档备份，存于）
5. ↑  彭琤琳. . 香港01. 2021-03-04  [2021-03-07]. （原始内容存档于2021-03-08）. （页面存档备份，存于）
6. ↑  .   [2012-07-15]. （原始内容存档于2012-06-27）. （页面存档备份，存于）
7. ↑  .   [2006-03-05]. （原始内容存档于2006-01-08）. （页面存档备份，存于）
8. ↑  .   [2012-07-15]. （原始内容存档于2012-06-27）. （页面存档备份，存于）
9. ↑  .   [2006-02-26]. （原始内容存档于2006-03-08）. （页面存档备份，存于）
10. ↑  美國國務院《2003年度各国人权报告中国部分》第三節
11. ↑   (PDF).   [2006-02-26]. （原始内容 (PDF)存档于2005-05-26）.的存檔，存档日期2005-05-26.
12. ↑  .   [2014-10-07]. （原始内容存档于2014-10-11）. （页面存档备份，存于）
13. ↑  列爾. . BBC中文網. 2015-06-18  [2019-11-23]. （原始内容存档于2020-05-15） （中文（香港））. （页面存档备份，存于）
14. ↑   (PDF). 中華人民共和國香港特別行政區基本法.   [2022-03-04]. （原始内容存档 (PDF)于2022-11-06）. （页面存档备份，存于）
15. ↑  . 選舉事務處.   [4-2-2022]. （原始内容存档于2022-02-05）.  （页面存档备份，存于）
16. ↑  . news.rthk.hk.   [2023-05-02]. （原始内容存档于2023-05-14） （中文（臺灣））. （页面存档备份，存于）
17. ↑  . 中華人民共和國中央人民政府.   [2022-04-01]. （原始内容存档于2022-07-09）. （页面存档备份，存于）

## 外部連結
- 香港選舉管理委員會（页面存档备份，存于）
- 香港選舉事務處 （页面存档备份，存于）
- 選舉網站（页面存档备份，存于）
- 村代表選舉：政府網站 （页面存档备份，存于）
- 區議會選舉 （页面存档备份，存于） 新報人 (浸大新聞系學生作品庫)
- 立法會選舉 （页面存档备份，存于） 新報人 (浸大新聞系學生作品庫)
- 市政局選舉 （页面存档备份，存于） 新報人 (浸大新聞系學生作品庫)
- District Election （页面存档备份，存于） The Young Reporter (HKBU Journalism Student Publication Archive)
- LEGCO Election （页面存档备份，存于） The Young Reporter (HKBU Journalism Student Publication Archive)
- Urban Council election （页面存档备份，存于） The Young Reporter (HKBU Journalism Student Publication Archive)